# Elena Carreras i Moratonas
Elena Carreras i Moratonas (Barcelona, 1960) és una metgessa, ginecòloga i professora universitària catalana.
Doctora en Medicina i Cirurgia, especialista en Obstetrícia i ginecologia, des del 2016 és la Cap del Servei d'Obstetrícia i Ginecologia de l'Hospital Universitari Vall d'Hebron. També és presidenta del Grup de Recerca en Medicina Materna i Fetal, i del Consell Assessor en Polítiques de Gènere. També és la responsable de seguretat del pacient de l'hospital i ha sigut una de les principals impulsores de diferents avenços mèdics del seu centre durant els últims anys.
L'any 2015 va ser escollida millor ginecòloga d'Espanya per la Revista Forbes, i el 2019 va ser nomenada presidenta del del Consell Assessor de la Generalitat per a les polítiques de gènere en salut. Ha estat pionera a incorporar la perspectiva de gènere en les qüestions sanitàries i presidenta de la Societat Catalana d'Obstetrícia i Ginecologia. Investigadora principal del grup de recerca en medicina maternofetal de l'Institut de Recerca de la Vall d'Hebron, ha exercit com a professora associada de la Universitat Autònoma de Barcelona.
A la Festa Major de Gràcia de 2018, Elena Carreras va ser l'encarregada de llegir el pregó de festa, on va repassar la seva vinculació al barri amb un discurs amb moltes referències al treball de les dones. També va reivindicar el seu pas per la vocalia de dones de l'Associació de Veïns i Veïnes de Gràcia. En el discurs fou contundent amb la seva reivindicació feminista.
La doctora Carreras fou una de les homenatjades per l'Ajuntament de Barcelona en la campanya Ciutat de Dones, el març de 2023.